# Museu de Fotografia de Saint-Louis
O Museu de Fotografia de Saint-Louis - MuPho (em francêsː Musée de la Photographie de Saint-Louis) é o primeiro museu de fotografia criado no Senegal. Foi inaugurado no ano de 2017 e está localizado na cidade de Saint-Louis.

## História
O museu foi inaugurado no dia 25 de novembro de 2017, criado pelo empresário e colecionador senegalês Amadou Diaw. Na inauguração, apresentou a exposição "Reverências de ontem e sonhos do presente", que possuía fotografias de senegaleses entre os anos de 1930 e 1950, de autores anônimos. Os custos totais foram de aproximadamente € 100.000,00, com a restauração do edifício e a compra das primeiras obras para o acervo.

## Acervo
O museu possui em seu acervo aproximadamente 40 obras, de fotógrafos anônimos e de nove profissionais contemporâneos Laeila Adjovi, Joana Choumali, Malika Diagana, Omar Victor Diop, Mário Macilau, Fabrice Monteiro, Siaka Soppo Traoré, David Uzochukwu e Malick Welli.

### Obras
- Thiaroye, 1944 - de Omar Victor Diop[4]
- Wildfire - de David Uzochukwu[4]
- Série Growing in Darkness, de Mário Macilau[4]
- Light and Souls - de Malika Diagana[4]
- Série Duet - de Malick Welli[4]
- Série Malaïka Dotou Sankofa - de Laeïla Adjovi e Loïc Hoquet[4]